# Луций Аррунций (консул 22 года до н. э.)
Лу́ций Арру́нций (лат. Lucius Arruntius; умер, предположительно, после 17 года до н. э.) — военный и политический деятель Римской империи, ординарный консул 22 года до н. э. 2 сентября 31 года до н. э. участвовал в сражении у мыса Акций, командуя частью флота Гая Юлия Цезаря Октавиана.

## Биография

### Происхождение
Луций принадлежал к неименитому всадническому роду, происходившему, возможно, из маленького города Атина в Лации, в землях вольсков, в 18 километрах от Арпина. Отец Аррунция носил тот же преномен. Благодаря частично сохранившемуся фрагменту надписи из Капитолийских фаст известно, что и дед будущего консула также носил преномен Луций.

### Политическая деятельность
Аррунций начал свою гражданскую карьеру ещё при Гае Юлии Цезаре. Затем поддержал Секста Помпея. В 39 году до н. э., после Мизенского соглашения, перешёл на сторону Октавиана Августа. В дальнейшем принял активное участие в битве при Акции против Марка Антония. В этой морской битве Аррунций возглавлял левый фланг флота Октавиана. После боя благодаря ходатайству Луция Аррунция Октавиан помиловал одного из легатов Антония — Гая Сосия.
В 22 году до н. э. Луций Аррунций был назначен ординарным консулом; его коллегой по должности стал ещё один нобиль — Марк Клавдий Марцелл Эзернин. Способствовал усилению влияния и власти Октавиана Августа в государстве. Впрочем, через некоторое время отошёл от государственных дел.

## Творчество
Аррунций увлекался историей. Единственным произведением по истории, с которой до сих пор сохранились лишь некоторые отрывки, является «История Пунических войн». Она была написана на латыни в архаическом стиле.

## Семья
- Луций Аррунций, консул 6 года.